# José Manuel Calderón
José Manuel Calderón Borrallo (Villanueva de la Serena, Badajoz, 28 de septiembre de 1981) es un exjugador de baloncesto español que disputó catorce temporadas en la NBA, siendo el cuarto baloncestista español que llegó a esa liga, después de Fernando Martín, Pau Gasol y Raül López. Con 1,91 metros de altura, jugaba en la posición de base. Formó parte de la selección española que ganó el Mundial de Baloncesto de 2006 en Japón y el Eurobasket 2011.
El 25 de abril de 2007 se convirtió en el primer español en lograr un triunfo en playoffs, ante los New Jersey Nets. Tiene el récord del mejor porcentaje en tiros libres en una temporada regular NBA, con un 98,1% de acierto (151/154) en la temporada 2008-09. Cuando los Raptors le traspasaron, acabó su periplo en Toronto siendo el máximo asistente y el tercer jugador con más partidos de la historia de la franquicia.
Uno de sus apodos es el de «Mr. Catering», que empezó a usar Andrés Montes para reflejar la facilidad de Calderón al anotar en bandeja.
Desde 2009 colabora con Unicef, primero como Amigo de UNICEF Comité Extremadura y desde agosto de 2014 como embajador de UNICEF Comité Español. Desde 2020 es asesor de la multinacional española de software Sngular.
Tras su retirada, continuó ligado a la NBA con un puesto en el sindicato de jugadores, hasta enero de 2022 donde pasó a ser asesor en los Cavs.
Desde 2023 dentro del ámbito de los negocios ligados al baloncesto forma parte del grupo empresarial español que ha creado Basketball Emotion, una tienda online y física dedicada en exclusiva a este deporte.

## Carrera

### ACB
El extremeño formó parte del equipo de su ciudad, el Doncel C.P. La Serena, hasta los 13 años, edad con la que el Tau Vitoria lo contrató, yéndose el jugador a Vitoria para formarse como jugador. Fue internacional cadete, júnior y sub-20. Jugó seis temporadas como profesional en España, debutando en la liga LEB con el Lucentum de Alicante, club al que fue cedido por el TAU, en la temporada 1999-00. Su números al finalizar la temporada fueron de 9,0 puntos y 2,1 rebotes y su equipo quedó campeón.
En la 2000-01 el Lucentum ascendió a la Liga ACB, por lo que se produjo el debut de Calderón en la ACB, con tan solo 18 años. Su primera temporada se saldó positivamente con promedios de 8,6 puntos en 25,3 minutos de media. La revista Gigantes del Basket le premia como el Mejor Debutante de la competición.
En la temporada 2001-02 su cesión fue traspasada al Fuenlabrada. En 35 encuentros promedió 9,7 puntos, 1,5 rebotes y 1,7 asistencias. La revista Gigantes del Basket le premia con el galardón de Mayor Progresión en la ACB. Terminada la temporada, recibió su recompensa y fue seleccionado para disputar con la selección española el Mundial de Indianápolis, en 2002. Debutó antes de comenzar el Mundial, el 20 de agosto de 2002.
El jugador habló sobre ser seleccionado para vestir la camiseta de la selección española en 2002, diciendo:

"Tenía esperanza de estar entre los 15 o 16 preseleccionados, pero no pensaba entrar en la absoluta. Creo que puedo aportar al combinado nacional jugar en dos posiciones, base y escolta, y luego lo que me pidan, tanto en defensa, como en ataque."

En la temporada 2002-03 fue recuperado por el Tau Vitoria, donde fue el suplente habitual del base Elmer Bennett. Sin embargo, sus minutos incrementaron cuando Bennett sufrió una lesión. En Euroliga promedió 7,5 puntos y 2,4 rebotes con una efectividad de 40,5% en triples.
En la temporada 2003-04 con la salida de Elmer Bennett del Tau, se hizo definitivamente con el puesto de base titular. En esta temporada llegó su primer título nacional, la Copa del Rey ganada ante el Joventut de Badalona. Tuvo promedios de 8,0 puntos, 2,6 rebotes y 2,0 asistencias durante 41 partidos, mientras que en los 19 que disputó en Euroliga logró una media de 7,2 puntos y 2,0 asistencias.
En la temporada 2004-05, el Tau quedó subcampeón de la Euroliga al perder la final ante el Maccabi Tel Aviv en la Final Four disputada en Moscú. Calderón consiguió en la Final Four promedios de 14,5 puntos y 3,5 rebotes. Antes, el Tau había derrotado a CSK Moscú en semifinales con el base promediando 9,5 puntos y 5,0 rebotes. En la Liga ACB llegó la decepción tras perder in extremis en el último partido de la final frente al Real Madrid, aunque el propio Calderón pudo haber forzado la prórroga con su intento en el último tiro. Fue incluido en el mejor quinteto de la temporada en la ACB. En los 39 partidos de liga regular en España logró registros de 12,4 puntos, 2,6 rebotes y 3,0 asistencias. Logró 21 puntos, récord en la temporada, en dos partidos frente al Ulker y Pau Orthez.
Tras un periplo de 6 temporadas en ACB, el 3 de agosto de 2005, fichó como agente libre por los Toronto Raptors de la NBA.
Sus promedios ACB (incluidos los Playoffs) fueron de 9,1 puntos, 2,2 rebotes, 2 asistencias, 1,2 robos en 186 partidos disputados. En sus cuatro últimas temporadas con el Tau Cerámica, promedió 10,9 puntos, 2,2 rebotes y 2,0 asistencias en 214 encuentros, partidos de Copa y Euroliga, inclusive. Ha participado con el Tau en tres ediciones de la Euroliga donde firmó 9,0 puntos, 2,5 rebotes y 2,1 asistencias en 58 partidos.

### NBA

#### Temporada 2005-06
Comenzó su andadura en la NBA en la 2005-06, y empezó mejor de lo que se esperaba, ya que en su segundo encuentro anotó 20 puntos frente a New Jersey Nets, a la postre su máxima anotación personal en toda la temporada. Poco más de un mes después, el 6 de diciembre, estuvo a punto de lograr su primer triple-doble, tras anotar 8 puntos, capturar 9 rebotes y repartir 13 asistencias frente a Washington Wizards.

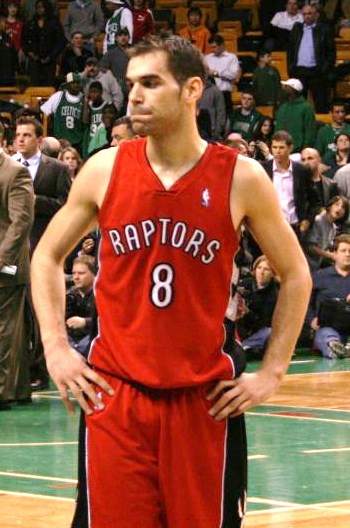
Calderón con la camiseta de los Toronto Raptors.

El 16 de diciembre firmó su primer doble-doble en la liga y de nuevo rozó el triple doble con 15 puntos, 11 asistencias y 7 rebotes frente a Golden State Warriors. De nuevo firmó dobles figuras frente a New York Knicks tras firmar 13 puntos y 10 asistencias el 15 de enero.
Sin embargo, una lesión en el talón de Aquiles le hizo perderse varios partidos en Navidad y en marzo, y por consiguiente, perder también la confianza del entrenador, ya que bajaron considerablemente sus minutos de juego. Esa circunstancia también repercutió negativamente en su hipotética elección para el partido de novatos del All-Star.
Terminó jugando de titular 7 de los últimos 20 partidos debido a diferentes lesiones que sufrieron sus compañeros. Su temporada se saldó con promedios de 5,5 puntos, 2,3 rebotes y 4,5 asistencias en 23,2 minutos de los 64 partidos que disputó. De esos 64 disputó 11 de titular, con promedios de 9 puntos, 4,5 rebotes y 7,5 asistencias. Un bagaje satisfactorio para su primera temporada en la NBA.
Acabó el segundo con más asistencias en una temporada para un novato en la historia de Toronto Raptors, con 288. Además de liderar al equipo en porcentaje de tiros libres con 84,8 y acabar el 14 en la relación de asistencias por pérdida, con 2,85.

#### Temporada 2006-07
En su segunda temporada, se asentó como un jugador constante en la rotación, siendo partícipe de la clasificación para playoffs, convirtiéndose, así, en el primer español en lograr un triunfo en playoffs. Fue el 25 de abril de 2007, ante New Jersey Nets a los que los Raptors vencieron por 89-83.
La llegada al equipo del también español Jorge Garbajosa y su buen entendimiento, tanto dentro como fuera de la cancha, los convirtió en la Spanish Connection de Toronto.
Pese a que en la temporada 2006-07 disputó menos minutos que en la anterior campaña (21 por los 23,2 de la 2005-06), su rendimiento y números aumentaron. Mejoró en dos aspectos importantes del juego, promediando 8,7 puntos (con uno de los mejores porcentajes de la liga en tiros de campo, 52,1 %, además de doblar su acierto desde la línea de tres) y 5 asistencias.
En playoffs cayeron frente a los Nets por 4-2 pese a disponer de la ventaja de campo. Calderón aumentó sus prestaciones en esta serie, yéndose hasta los 13 puntos y 5,3 asistencias en 24,3 minutos.

#### Temporada 2007-08
Durante la temporada 2007-08, Calderón disputó un gran número de partidos como titular debido a la lesión de su compañero de equipo T.J. Ford. Su actuación fue tan destacada que incluso se especuló largamente con la posibilidad de que pudiera disputar el All Star de Nueva Orleans, aunque finalmente no se produjera.

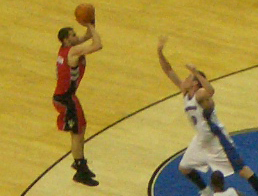
Calderón demostró su fiabilidad en el tiro, con un 52,1 % en su segunda temporada.

Durante los meses de enero y febrero jugó al mejor nivel desde que llegara a la NBA, aunque en diciembre empezó a dar muestras más que suficientes de que tenía el nivel para dirigir a un equipo NBA. En dicho mes se fue a los 12,8 puntos (con un 52,3 en tiros de campo y un 42,9 en triples), 3,6 rebotes y 8,6 asistencias. Además, logró en dos ocasiones su récord de asistencias con 16.
En enero explotó con 14,9 puntos (con unos porcentajes sobresalientes, 55% en tiros de campo, 51,1 % en triples y 96,9 % en tiros libres), 3,3 rebotes y 10,4 asistencias, para un balance de 8-5 para los Raptors.
En el mes de febrero siguió manteniendo sus números con 14,1 puntos (con un espectacular 60,9 en tiros de campo y 51,4 en triples) y 8,4 asistencias. Además, el 11 de febrero de 2008 logró ante San Antonio Spurs su máxima anotación en un partido con 27 puntos.
A partir de marzo y tras la recuperación de T.J. Ford, Calderón mantuvo una reunión con su entrenador Sam Mitchell en la que acordaron que el base extremeño cedería el puesto de titular al estadounidense.
Desde marzo, y con la pérdida de protagonismo de Calderón en lugar del recuperado Ford, Toronto terminó la temporada con un balance de 9-16, y asegurando su participación en postemporada sufriendo más de la cuenta.
En playoffs fueron eliminados por Orlando Magic por un contundente 4-1. Calderón promedió 11,8 puntos, 3,6 rebotes y 7 asistencias, siendo clave en el tercer encuentro donde Toronto logró el triunfo con 18 puntos y 13 asistencias del extremeño.

#### Temporada 2008-09
Calderón comenzaba la temporada con la expectativa de poder ser, por primera vez en su carrera, el base titular de Toronto tras la salida de T.J. Ford a Indiana Pacers. Uno de los objetivos que parecían factibles podía ser el All-Star Game de Phoenix, pero la desastrosa temporada de los Raptors privó a Calderón de estar presente en la cita pese a firmar más de 13 puntos y más de 8 asistencias por partido. Pero sin duda el gran aliciente que abarcó la temporada del extremeño fue el récord de tiros libres consecutivos. Desde la temporada 1992-93 está en poder de Micheal Williams con 97, pero José Calderón estuvo a punto de superarlo. Se quedó en 87 tiros, a las puertas del récord después de que el 31 de enero de 2009 fallara un tiro en el partido contra los Milwaukee Bucks. No obstante, esa marca pasó a ser la segunda mejor de la historia en la NBA y la mejor de un jugador en activo. Un par de meses después, se convirtió, tras dar 10 asistencias ante los Detroit Pistons, en el máximo asistente de la historia de los Raptors, superando el registro de Alvin Williams.
No obstante, mantuvo esa increíble regularidad y José Manuel Calderón entró en la historia de la NBA al batir la marca de mejor porcentaje de tiros libres en una sola temporada (que ostentaba Calvin Murphy desde 1981 con un 95,8%, 206 de 215 tiros), al encestar 151 de 154 lanzamientos, un impresionante 98,1% (señalar que para poder hacer el récord hay que encestar un mínimo de 125 tiros libres).

#### Temporada 2009-10

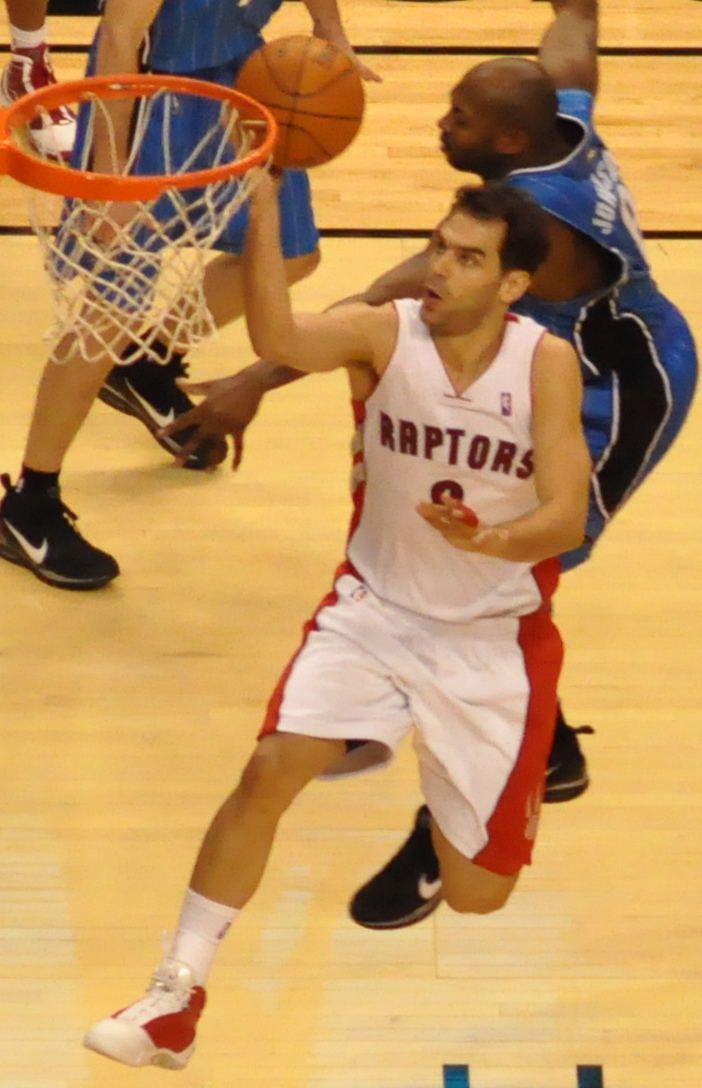
Calderón con los Raptors anotando una bandeja ante Orlando Magic en 2009.

Calderón no pasó su mejor temporada en los Raptors. Problemas con las lesiones le dejaron apartado fuera del equipo, y de esto se aprovechó el otro base Jarrett Jack, que para finales de enero de 2010, ya era el base titular. Rumores de traspaso aparecieron día tras día, sonaron con fuerza equipos como Cleveland, Orlando o incluso Los Ángeles Lakers, pero finalmente se quedó en Toronto, finalizando la temporada con un promedio de 10,3 puntos, 5,9 asistencias, 2,1 rebotes y 0,7 robos en 26,7 minutos.

#### Temporada 2010-11
Titular en 55 de los 68 partidos que disputó, con un promedio de 9,8 puntos, 3 rebotes, 1,2 robos y 8,9 asistencias, en 30,9 minutos. Calderón, asentando en la liga, y siendo capitán y titular en su equipo, participó en la desastrosa temporada de los Toronto Raptors, que no supieron reponerse a la marcha de Chris Bosh.

#### Temporada 2011-12
Comenzó la temporada entrenando con el FC Barcelona B, donde trabaja su preparador físico, debido al Lockout de la NBA. Su primer partido de la temporada, fue una victoria ante los Cleveland Cavaliers, acabando con 15 puntos, 6 rebotes y 11 asistencias, siendo vital para el triunfo de su equipo.
El 12 de febrero de 2012, logró su mejor marca de puntos en su carrera, anotando 30 puntos en la derrota de los Raptors frente a Los Angeles Lakers, logrando 13 de 18 en tiros de campo y 4 de 4 en tiros de tres puntos.
El 6 de abril, recibió un codazo involuntario de Elton Brand en un partido frente a los Philadelphia 76ers, teniendo que recibir 4 puntos de sutura. Siete días después de esta acción, volvió a jugar de nuevo contra los 76ers, recibiendo un cabezazo de Jrue Holiday, volviendo a necesitar días de recuperación, finalizando de esta forma la temporada de Calderón.
Finalmente, Calderón jugó 53 partidos, todos ellos como titular, acabando con unas medias de 10,5 puntos y 8,8 asistencias. Con su media de asistencias, concluyó el cuarto mejor asistente por detrás de: Rajon Rondo (11,7), Steve Nash (10,7) y Chris Paul (9,1).

#### Temporada 2012-13

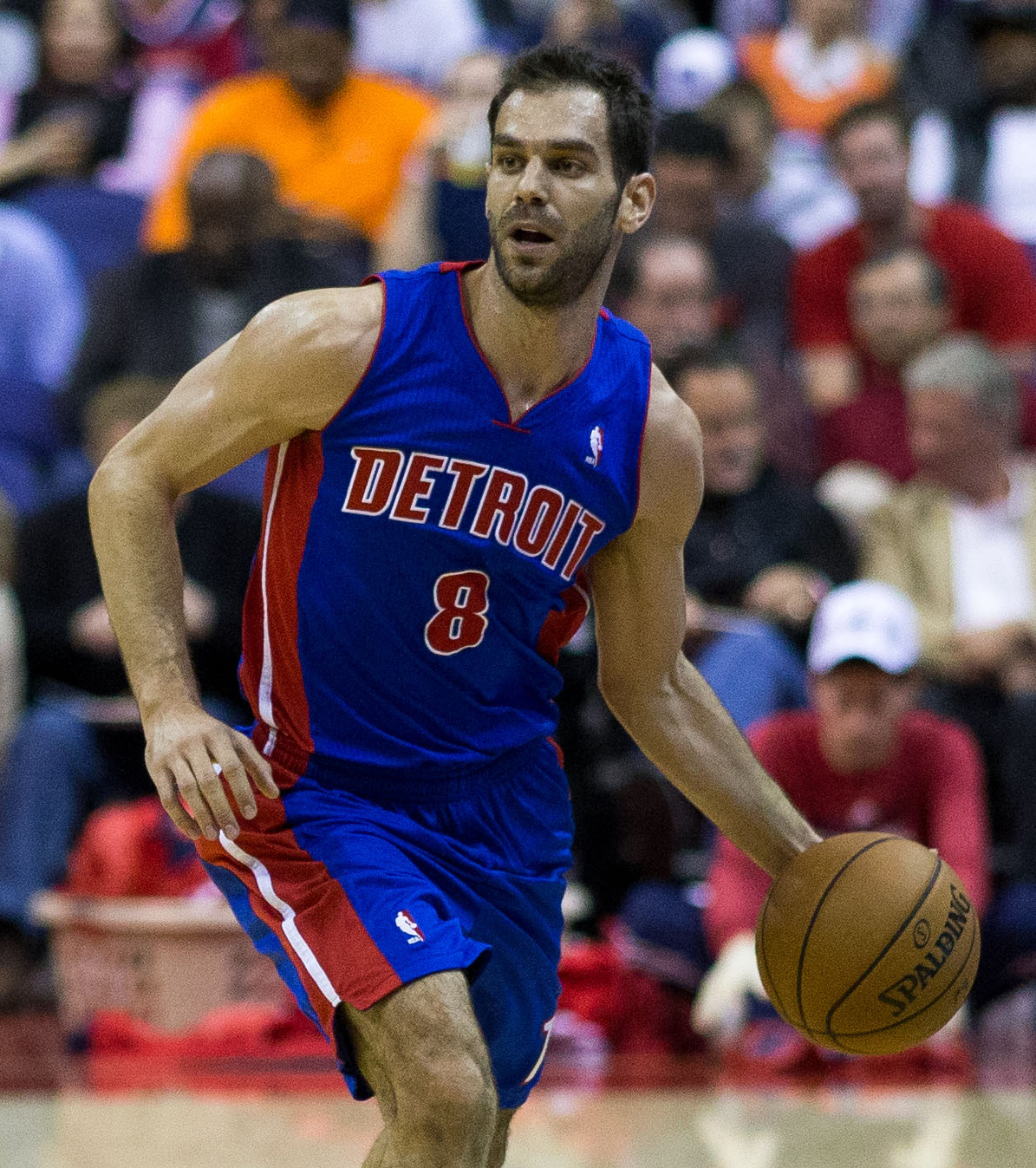
Calderón con los Pistons en 2013.

Con la llegada de Kyle Lowry a los Raptors, Calderón tuvo que asumir el papel de suplente una vez más en su carrera. En su debut contra Indiana Pacers, jugó 25 minutos siendo el suplente anotando 15 puntos. En los siguientes partidos, su nivel de minutos bajó hasta la lesión de Lowry, que devolvió al Calderón la titularidad. En su primer partido como titular, anotó 11 puntos y dio 6 asistencias en una derrota frente a Dallas Mavericks, pero dos partidos después, Calderón brilló con 20 puntos y 17 asistencias frente a los Utah Jazz, aunque no pudieron conseguir la victoria. Justo un día después, el 14 de noviembre, logró su primer triple-doble en la NBA, consiguiendo 13 puntos, 10 rebotes y 10 asistencias frente a los Indiana Pacers, y esta vez sí que consiguieron la victoria por 74-72. El 16 de diciembre consigue su segundo triple doble frente a Houston Rockets, con 18 puntos, 14 asistencias, 10 rebotes y ningún balón perdido, algo que solo habían conseguido Scott Skiles, Jason Kidd y Antoine Walker. Gracias a este triple-doble, se convirtió en el primer jugador en firmar dos triples-dobles en la temporada 2012-13.
El 30 de enero de 2013 es traspasado a los Detroit Pistons convirtiéndose en el primer español en jugar en la franquicia del estado de Míchigan, en esa operación Memphis Grizzlies manda a Rudy Gay a Toronto Raptors. Tras ocho temporadas en el equipo canadiense, Calderón, abandono el equipo como líder histórico en asistencias (3770) y segundo en el ranking de partidos jugados con 525.
El 4 de febrero debuta con los Pistons en el Madison Square Garden en la derrota de su equipo contra los New York Knicks por 99-85, pese a la derrota José cuaja un buen debut consiguiendo 15 puntos y 3 asistencias en 27 minutos.
Esa temporada fue el jugador con mejor porcentaje de triples de la NBA, con un 46,1%. Lo cual hace también que sea el primer jugador español en la historia en liderar el ranking de porcentaje de acierto en triples de una temporada de la NBA.

#### Temporada 2013-14
En julio de 2013 fichó por los Dallas Mavericks, llegando a disputar los playoffs por tercera vez en su carrera.

#### Temporada 2014-15
El 25 de junio de 2014, Calderón junto a sus tres compañeros de equipo, el escolta Wayne Ellington, el base Shane Larkin y el pívot Samuel Dalembert, y los picks 31 y 54 de la segunda ronda del Draft de la NBA de 2014 fueron enviados a los New York Knicks a cambio de Tyson Chandler y Raymond Felton.

#### Temporada 2015-16
El 22 de junio de 2016, Calderón participa en el traspaso que manda a Derrick Rose a los New York Knicks. El base español es traspasado junto con sus compañeros Robin López y Jerian Grant a los Chicago Bulls a cambio de Derrick Rose (MVP de la temporada 2011), Justin Holiday y una segunda ronda del draft del 2017.
El 7 de julio de 2016, Calderón es traspasado a Los Angeles Lakers junto a una segunda ronda del Draft a cambio de absorber su contrato por parte de la franquicia californiana.
El 30 de agosto de 2016, Calderón anuncia su retirada de la selección española de baloncesto tras 193 partidos y 8 medallas en campeonatos internacionales.

#### Temporada 2016-17
El 27 de febrero de 2017, rescindió su contrato con los Lakers debido al escaso protagonismo que el jugador estaba teniendo a lo largo de la temporada. Unos días después, Calderón llegó a un acuerdo de palabra con los Golden State Warriors para unirse a la plantilla, pero una inesperada lesión en la rodilla de Kevin Durant, que lo mantendría varias semanas inactivo, obligó a los Warriors a cambiar de planes y fichar a Matt Barnes, para reforzar la posición de alero. De todas maneras, los Warriors respetaron el acuerdo con Calderón, firmaron su contrato de manera oficial el 1 de marzo, para luego cortarlo del equipo a las pocas horas.
Tres días después, el 4 de marzo, Calderón finalmente fichó por los Atlanta Hawks.

#### Temporada 2017-18
En julio de 2017, Calderón fichó para los Cleveland Cavaliers. Llegó al equipo para desempeñar en principio las funciones de tercer base, pero las lesiones y los traspasos hicieron que fuera titular en 32 partidos, acabando la temporada regular promediando 4,5 puntos y 2,1 asistencias. El 27 de mayo de 2018 alcanzó por primera vez unas Finales de la NBA, siendo el tercer español que lo consigue, tras Pau Gasol y Serge Ibaka.

#### Temporada 2018-19
En julio de 2018 abandona los Cavs y vuelve a fichar por los Detroit Pistons por una temporada y 2,3 millones de dólares. Los Pistons, de la mano de Blake Griffin, consiguen clasificarse para PlayOffs, accediendo a la última plaza del Este, pero caen eliminados en primera ronda ante los Bucks de Giannis Antetokounmpo (4-0).

#### Retirada
Después de pasar el verano entrenando y esperando una oferta de la NBA para seguir jugando una temporada más, en octubre de 2019, ante la falta de ofertas interesantes de la liga estadounidense y haber descartado el propio Calderón su vuelta a Europa, se retira e ingresa en el sindicato de jugadores de la NBA.

### Tras la retirada

#### NBPA
El 4 de noviembre de 2019, la Asociación Nacional de Jugadores de Baloncesto (NBPA) anunció la contratación de Calderón como asistente de director ejecutivo de la asociación, para la temporada 2019-20, siendo asistente de Michelle Roberts.

#### Asesor
Asimismo, en febrero de 2020 se unió al equipo de la consultora tecnológica española Sngular, donde ejerce desde entonces como Global Advisor.
En enero de 2022, se une a la franquicia de los Cleveland Cavaliers como asesor especial de las oficinas principales.

## Selección nacional
Calderón ha disfrutado de una exitosa trayectoria con la selección española. En categorías inferiores ya destacó con la medalla de oro que logró en el Europeo sub-18 de 1998, y el bronce en el Europeo sub-20 de 2000.
Su primera aparición con la selección absoluta llegó el 20 de agosto de 2002 en un amistoso frente a Croacia, previo al Mundial de Indianápolis, donde anotó 5 puntos. En aquel Mundial, España llegaba como una de las candidatas a medalla pero la Alemania de Dirk Nowitzki se cruzó en los cuartos eliminando a España. Finalmente, la selección española pudo ser quinta tras vencer a Estados Unidos.
Un año después, en 2003 se colgó la medalla de plata del Eurobasket de Suecia tras perder ante Lituania.
En los Juegos Olímpicos de Atenas 2004, Calderón fue un jugador fundamental del equipo. España culminó una primera fase perfecta, logrando 5 triunfos en 5 encuentros. Sin embargo, cayó derrotada en cuartos de final ante Estados Unidos.
En el Eurobasket de Serbia en 2005, España volvió a quedarse a las puertas de medalla, tras caer en la lucha por el bronce frente a Francia.
Pero el gran éxito de Calderón y de toda la selección española llegó con el título en el Mundial de Japón en 2006. Calderón promedió 7,2 puntos y 3,2 asistencias en el torneo. También fue en este mundial cuando firmó su mejor anotación con la selección tras anotarle 20 puntos a Alemania el 21 de agosto de 2006.
En casa, en el Eurobasket de España llegó otra medalla para Calderón, esta vez de plata. Derrota ante Rusia en la final. Calderón fue clave tanto en cuartos de final (con 17 puntos ante Alemania) como en semifinales (con 18 puntos ante Grecia).
En los Juegos Olímpicos de Pekín 2008 se proclamó subcampeón olímpico a pesar de no poder jugar la semifinal ni la final por una lesión en el abductor de su pierna derecha.
En junio de 2010 fue incluido en la lista de 24 jugadores facilitada por la Federación Española de Baloncesto a la FIBA para integrar la selección española de acara al Campeonato Mundial de Baloncesto de 2010. El seleccionador español, Sergio Scariolo, lo incluyó en la lista de 15 jugadores, seleccionados de entre los 24 anteriores, que se concentrarían en Las Palmas previamente al campeonato. Pero en el último partido de preparación en el que enfrentaba a las selecciones de España y Estados Unidos, sufre un pinchazo en la parte posterior de su muslo izquierdo. La lesión le impediría jugar en Turquía, dado que necesitó un mes para su recuperación.
En junio de 2013, el seleccionador Juan Antonio Orenga le incluyó en la lista facilitada por la Federación Española de Baloncesto para integrar la selección nacional para el Eurobasket 2013, donde se llevaron el bronce.
En 2016, tras ganar la medalla de bronce en los Juegos Olímpicos de Río de Janeiro, anunció su retirada de la selección, con la que llegó a disputar un total de 193 partidos.

## Estadísticas de su carrera en la NBA
|  | Líder de la liga |
|  | Récord de la NBA |

### Temporada regular
| Año     | Equipo      | PJ  | PT  | MPP  | %TC  | %3P  | %TL   | RPP | APP | ROB | TPP | PPP  |
| ------- | ----------- | --- | --- | ---- | ---- | ---- | ----- | --- | --- | --- | --- | ---- |
| 2005-06 | Toronto     | 64  | 11  | 23.2 | .423 | .163 | .848  | 2.2 | 4.5 | .7  | .1  | 5.5  |
| 2006-07 | Toronto     | 77  | 11  | 21   | .521 | .333 | .818  | 1.7 | 5.0 | .8  | .1  | 8.7  |
| 2007-08 | Toronto     | 82  | 56  | 30.3 | .519 | .429 | .908  | 2.9 | 8.3 | 1.1 | .1  | 11.2 |
| 2008-09 | Toronto     | 68  | 68  | 34.3 | .497 | .406 | .981  | 2.9 | 8.9 | 1.1 | .1  | 12.8 |
| 2009-10 | Toronto     | 68  | 39  | 26.7 | .482 | .398 | .798  | 2.1 | 5.9 | .7  | .1  | 10.3 |
| 2010-11 | Toronto     | 68  | 55  | 30.9 | .440 | .365 | .854  | 3.0 | 8.9 | 1.2 | .1  | 9.5  |
| 2011-12 | Toronto     | 53  | 53  | 33.9 | .457 | .371 | .882  | 3.0 | 8.8 | .9  | .1  | 10.5 |
| 2012-13 | Toronto     | 45  | 30  | 28.3 | .470 | .429 | .904  | 2.4 | 7.4 | .6  | .1  | 11.1 |
| 2012-13 | Detroit     | 28  | 28  | 31.7 | .527 | .520 | .893  | 2.5 | 6.6 | 1.1 | .1  | 11.6 |
| 2013-14 | Dallas      | 81  | 81  | 30.5 | .456 | .449 | .825  | 2.4 | 4.7 | .9  | .1  | 11.4 |
| 2014-15 | New York    | 42  | 42  | 30.2 | .415 | .415 | .906  | 3.0 | 4.7 | .7  | 0   | 9.1  |
| 2015-16 | New York    | 72  | 72  | 28.1 | .459 | .414 | .875  | 3.2 | 4.2 | .9  | .1  | 7.6  |
| 2016-17 | L.A. Lakers | 24  | 11  | 12.2 | .416 | .353 | 1.000 | 1.8 | 2.1 | .3  | .0  | 3.3  |
| 2016-17 | Atlanta     | 17  | 2   | 14.5 | .404 | .267 | .875  | 1.9 | 2.2 | .2  | .0  | 3.6  |
| 2017-18 | Cleveland   | 57  | 32  | 16.0 | .503 | .464 | .800  | 1.5 | 2.1 | .5  | .0  | 4.5  |
| 2018-19 | Detroit     | 49  | 0   | 12.9 | .375 | .246 | .818  | 1.2 | 2.3 | .3  | .1  | 2.3  |
| Total   | Total       | 895 | 591 | 26.4 | .472 | .407 | .873  | 2.4 | 5.8 | .8  | .1  | 8.9  |

### Playoffs
| Año   | Equipo    | PJ | PT | MPP  | %TC  | %3P  | %TL   | RPP | APP | ROB | TPP | PPP  |
| ----- | --------- | -- | -- | ---- | ---- | ---- | ----- | --- | --- | --- | --- | ---- |
| 2007  | Toronto   | 6  | 1  | 24.3 | .507 | .250 | .833  | 1.7 | 5.3 | .8  | .0  | 13.0 |
| 2008  | Toronto   | 5  | 0  | 24.0 | .440 | .476 | 1.000 | 3.6 | 7.0 | .2  | .0  | 11.8 |
| 2014  | Dallas    | 7  | 7  | 27.3 | .462 | .478 | 1.000 | 1.3 | 4.4 | .1  | .0  | 10.3 |
| 2017  | Atlanta   | 6  | 0  | 12.5 | .478 | .333 | -     | 1.3 | 2.2 | .3  | .2  | 4.3  |
| 2018  | Cleveland | 13 | 3  | 8.0  | .346 | .222 | 1.000 | .8  | .7  | .4  | .0  | 1.8  |
| 2019  | Detroit   | 3  | 0  | 3.3  | -    | -    | -     | .0  | 1.7 | .3  | .0  | .0   |
| Total | Total     | 40 | 11 | 16.2 | .459 | .372 | .929  | 1.4 | 3.1 | 0.4 | .0  | 6.5  |

## Votaciones para elAll-Star Game de la NBA
| Año  | Número de Votos | Elegido | Equipo              |
| ---- | --------------- | ------- | ------------------- |
| 2006 | (-)             | No      | Toronto Raptors     |
| 2007 | (-)             | No      | Toronto Raptors     |
| 2008 | 69.102          | No      | Toronto Raptors     |
| 2009 | 445.584         | No      | Toronto Raptors     |
| 2010 | 292.909         | No      | Toronto Raptors     |
| 2011 | 117.167         | No      | Toronto Raptors     |
| 2012 | 132.167         | No      | Toronto Raptors     |
| 2013 | (-)             | No      | Detroit Pistons     |
| 2014 | (-)             | No      | Dallas Mavericks    |
| 2015 | (-)             | No      | New York Knicks     |
| 2016 | (-)             | No      | New York Knicks     |
| 2017 | 6.278           | No      | Los Angeles Lakers  |
| 2018 | 19.280          | No      | Cleveland Cavaliers |
| 2019 | 21.473          | No      | Detroit Pistons     |

## Logros y reconocimientos

### Selección
- Medalla de Bronce en los JJ. OO. de Río 2016.
- Medalla de Bronce en el Eurobasket 2013 en Eslovenia.
- Subcampeón Olímpico en los JJ. OO. de Londres 2012.
- Campeón de Europa en el Eurobasket de Lituania 2011.
- Subcampeón Olímpico en los JJ. OO. de Pekín 2008.
- Subcampeón de Europa en el Eurobasket de España 2007.
- Campeón del Mundo en el Mundial de Baloncesto de 2006 en Japón.
- Subcampeón de Europa en el Eurobasket de Suecia 2003.
- Medalla de bronce en el Eurobasket joven de Ohrid 2000, con la selección española joven.
- Campeón de Europa en el Eurobasket Junior de Varna 1998.
- Campeón del Torneo de Mannheim 1998.

### Club
- Campeón de la LEB Oro y ascenso a la ACB con el Lucentum Alicante en la temporada 1999-2000.
- Campeón de la Copa del Rey de baloncesto con el Tau Vitoria en la temporada 2003-04.

### Individuales
- Mejor Debutante en la temporada ACB 2000-01 ACB por la revista "Gigantes del Basket".
- Jugador de Mayor Progresión en la temporada ACB 2001-02 por la revista "Gigantes del Basket".
- Mejor Sexto Hombre en la temporada ACB 2003-04 ACB por la revista "Gigantes del Basket".
- Integrante del Quinteto Ideal de la ACB como "Mejor Base" de la temporada 2004-05.
- Primer jugador español en ganar un partido de playoffs en la NBA.
- Quinteto ideal Eurobasket 2007.
- Tiene el récord histórico de porcentaje de tiros libres en una temporada en la NBA (98,1%) logrado en la temporada 2008-09.
- Líder de la liga en porcentaje de triples en una temporada 46,1% (2012/13).

### Distinciones
- Medalla de Plata de la Real Orden del Mérito Deportivo, otorgada por el Consejo Superior de Deportes (2007).
- Doctorado honoris causa por la Universidad de Extremadura.[45]
- Medalla de Oro de la Real Orden del Mérito Deportivo, otorgada por el Consejo Superior de Deportes (2016).
- Gigante de Leyenda, otorgado por la revista "Gigantes del basket" (2020).[46]